# Jinshi (Changde)
Koordinaten: 29° 2′ N, 111° 41′ O
Jinshi (chinesisch 津市市, Pinyin Jīnshì Shì) ist eine chinesische kreisfreie Stadt in der Provinz Hunan. Sie liegt am Nordufer des Li Shui, einem linken Nebenfluss des Jangtse, etwa 70 Kilometer nördlich von Changde. Jinshi gehört zum Verwaltungsgebiet der bezirksfreien Stadt Changde. Die Fläche beträgt 560 km² und die Einwohnerzahl 212.739 (Stand: 2020).